# Chloridops kona
Chloridops kona е изчезнал вид птица от семейство Чинкови (Fringillidae).

## Разпространение
Видът е разпространен в САЩ.